# Coenonympha carpathica
Coenonympha carpathica är en fjärilsart som beskrevs av Hormuzaki 1897. Coenonympha carpathica ingår i släktet Coenonympha och familjen praktfjärilar. Inga underarter finns listade i Catalogue of Life.